# 三宅勝彦
三宅 勝彦（みやけ かつひこ、1965年3月16日 - ）は、元競輪選手。岡山県玉野市出身。日本競輪学校（当時。以下、競輪選手）第54期生。現役時は日本競輪選手会岡山支部所属、ホームバンクは玉野競輪場。師匠は近藤四郎。

## 経歴
岡山県立東岡山工業高等学校を経て競輪学校に入学。同期は東出剛、伊藤勝也ら。在校競走成績は第1位の成績であった。
1984年9月2日、ホームバンクである玉野競輪場でデビューし1着となる。
1989年広島競輪場にで開催された第1回のふるさとダービー決勝において、バックストレッチから捲り切り、初代優勝者の座に就く。またふるさとダービーでは武雄競輪場で開催された1994年にも優勝している。
特別競輪（GI）の主な実績としては、1990年の全日本選抜競輪（青森競輪場）の決勝3着、1991年の高松宮杯競輪決勝では、佐々木昭彦に続く2着がある。
最盛期を過ぎてからは地元の選手会支部長に就任し、晩年は事務に専念していたが、2012年7月3日に選手登録を消除し正式に引退した。
通算成績、2213戦303勝。

## エピソード
- 全盛期は捲りを兼ね備えた追込選手として活躍。直線だけでなく混戦の中団から見せる強烈な追い込みから「ジャックナイフ」の異名を誇ったこともある。
- 現役時代、三宅伸とは一部のマスコミで兄弟だと報じられたこともあったが、同姓かつ自身と同じく玉野競輪場をホームバンクとしているだけで血縁関係はなく誤報である。